# Cienie (film 1959)
Cienie (ang. Shadows) (1959) – film Johna Cassavetesa, nakręcony według jego własnego scenariusza. Opowiada historię kilku dni z życia trojga czarnoskórego, czy raczej mulackiego rodzeństwa, dwóch braci i siostry, granych przez Bena Carruthersa, Lelię Goldoni i Hugh Hurda. Akcja filmu toczy się w Nowym Jorku w erze pokolenia beatników. Przez wielu krytyków uważany za jedno ze szczytowych osiągnięć amerykańskiego kina niezależnego. W 1960 roku film zdobył nagrodę krytyków na Międzynarodowym Festiwalu Filmowym w Wenecji.
Tytuł jest nieraz interpretowany jako odnoszący się do różnych odcieni skóry głównych bohaterów – film istotnie porusza zagadnienie rasizmu w ówczesnej Ameryce. Sprawy rasowe stanowią punkt wyjścia do bardziej uniwersalnych problemów ludzkiej kondycji – uświadamiania własnej tożsamości i doświadczania wewnętrznej przemiany. Bohaterowie doświadczają przy tym poczucia głębokiego wyobcowania.
Film został nakręcony dwukrotnie – w 1957, a następnie w 1959 roku. Do dystrybucji trafiła wersja późniejsza. Podczas realizacji filmu korzystano z techniki improwizacji – aktorom dano sporą dowolność w interpretacji scenariusza, co było wyrazem filmowej filozofii reżysera, mającej swoje korzenie w metodzie Stanisławskiego. Improwizacyjny charakter techniki reżyserskiej wzmacnia jazzowa ścieżka dźwiękowa. Film ma luźną kompozycję – jest zbiorem epizodów powiązanych osobami spokrewnionych ze sobą trojga głównych bohaterów. Film nakręcono kamerą 16 mm, „z ręki”, w niedoświetlonych wnętrzach – w celu wzmożenia autentyczności obrazu.